# ドロボー歌謡曲
『ドロボー歌謡曲』（ドロボーかようきょく）は1987年にデータハウスから出版された書籍(ISBN 4924442542)。
著者は「日本歌謡曲倫理委員会」で、複数の音楽関係者から成るとされている。
洋楽からポピュラー音楽への楽曲の盗作を具体例をあげて紹介している。

## 著作隣接権
現実に「パクり」が公認された例として「水色の恋」と「ビクトリア・ホテル」の関係が有名であるものの、本書に掲載されている作品の殆どは著作隣接権が認められていない。

## 類書
- オタニユキノリ『J－POP［リパック!］白書―歌ってみたらアラ不思議??』（2001年、徳間書店、ISBN 4198614318）
J-POP楽曲の元ネタとされる楽曲を紹介。
- 音楽倫理サークル『J‐POPパクリ&パロディ!?オール白書』（2006年、シーエイチシー、ISBN 4860972058）
J-POP楽曲の盗作疑惑?を検証する。